# Danziger Werft und Eisenbahnwerkstätten
Die Danziger Werft und Eisenbahnwerkstätten A.G. war eine 1919 aus der Kaiserlichen Werft in Danzig hervorgegangene Schiffswerft.

## Geschichte
Die Werft entstand nach dem Ende des Ersten Weltkriegs aus der ehemaligen Kaiserlichen Werft. Die Werft verfügte über vier Hellinge bis zu 180 Metern Länge. Des Weiteren waren vier Schwimmdocks mit Hebekapazitäten von 1400 bis zu 16.000 Tonnen vorhanden. Ab 1932 firmierte das Unternehmen der Freien Stadt Danzig zeitweise als The International Shipbuilding & Engineering Co. Ltd. Generaldirektor des Unternehmens war seit 1919 Ludwig Noé. Nach 1945 wurden die Danziger Werft und Eisenbahnwerkstätten mit dem Danziger Betrieb der Schichau-Werke zur Werft Stocznia Gdańska zusammengefasst.